# Sarcophaga dissimilis
Sarcophaga dissimilis är en tvåvingeart som beskrevs av Johann Wilhelm Meigen 1826. Sarcophaga dissimilis ingår i släktet Sarcophaga, och familjen köttflugor.
Artens utbredningsområde är delar av Västpalearktis. Inga underarter finns listade.